# Río Melado
El río Melado, en su cuenca superior llamado río Guaquivilo es un curso natural de agua que nace en la confluencia de los ríos Cajón Troncoso y Palaleo, provenientes de la región fronteriza el primero y de la laguna Dial el segundo, en la Provincia de Linares de la Región del Maule.
En los orígenes de uno de sus formativos, el río Guaquivilo, se encuentran fuentes termales.

## Trayecto
Este río nace de la confluencia del río Paraleo, emisario de la laguna Dial, con el río Troncoso, proveniente del cordón limítrofe, de modo que su torrente es poco inferior al Maule mismo. La laguna Dial se encuentra a 1800 m s. n. m. junto a la divisoria de aguas con la cuenca del río Itata, drena toda la zona cordillerana ubicada al sur del río Maule. 
Algunos llaman a esta parte superior del Melado, estos primeros 7 km de su recorrido, río Guaiquivilo. Mantiene un rumbo de sur a norte, corriendo a lo largo de un típico valle interandino longitudinal.
El río Melado se extiende por 49 km, desde su nacimiento en la confluencia de los ríos Guaiquivilo y de La Puente, una temperatura media 10 °C y una pendiente media de 0,31 %. Desde la laguna Dial hasta su confluencia al río Maule, esta subsubcuenca abarca una extensión, aproximada de 2287,4 km².: 36 
Por su izquierda lo flanquea el cordón Melado, con cumbres sobre los 2500 metros y que lo separa de las cuencas de los ríos Longaví, Achibueno y Ancoa, tributarios del río Loncomilla, que, a su vez es el mayor tributario del Maule. Desde este cordón bajan hacia el Guaiquivilo numerosos arroyos que aumentan su caudal.
Por la ribera derecha, el más importante afluente del río es el río San Pedro o La Puente que se origina en un glaciar relacionado al volcán San Pedro (o Las Yeguas). Desde este punto, el río pasa a llamarse Melado.
El Melado desemboca en el río Maule por la orilla sur (izquierda) de éste, engrosando considerablemente su caudal, cuando el Maule lleva 75 km de recorrido.

## Caudal y régimen
La cuenca del río Melado tiene un régimen nival.: 36 

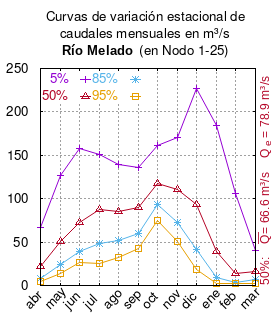
Curvas de variación estacional del río Melado.

El caudal del río (en un lugar fijo) varía en el tiempo, por lo que existen varias formas de representarlo. Una de ellas son las curvas de variación estacional que, tras largos periodos de mediciones, predicen estadísticamente el caudal mínimo que lleva el río con una probabilidad dada, llamada probabilidad de excedencia. La curva de color rojo ocre (con {\displaystyle {\color {Red}\vartriangle }}) muestra los caudales mensuales con probabilidad de excedencia de un 50%. Esto quiere decir que ese mes se han medido igual cantidad de caudales mayores que caudales menores a esa cantidad. Eso es la mediana (estadística), que se denota Qe, de la serie de caudales de ese mes. La media (estadística) es el promedio matemático de los caudales de ese mes y se denota {\displaystyle {\overline {Q}}}. 
Una vez calculados para cada mes, ambos valores son calculados para todo el año y pueden ser leídos en la columna vertical al lado derecho del diagrama. El significado de la probabilidad de excedencia del 5% es que, estadísticamente, el caudal es mayor solo una vez cada 20 años, el de 10% una vez cada 10 años, el de 20% una vez cada 5 años, el de 85% quince veces cada 16 años y la de 95% diecisiete veces cada 18 años. Dicho de otra forma, el 5% es el caudal de años extremadamente lluviosos, el 95% es el caudal de años extremadamente secos. De la estación de las crecidas puede deducirse si el caudal depende de las lluvias (mayo-julio) o del derretimiento de las nieves (septiembre-enero).

## Historia
Francisco Solano Asta-Buruaga y Cienfuegos escribió en 1899 en su obra póstuma Diccionario Geográfico de la República de Chile sobre el río:
Melado (Río).-—Corriente de agua de no mucho caudal y unos 30 kilómetros de curso. Corre por el interior de los Andes del departamento de Linares al E. de su capital, llevando entre estas sierras dirección al N. hasta echarse junto al fundo de Colbún en la margen sur del río Maule. Toma el nombre del color amarillento como el de miel común que muestran sus aguas.
Luis Risopatrón describe al río y a uno de sus formativos en su Diccionario Jeográfico de Chile de 1924:: 368 
Melado (Rio) 36° 00' 70° 58'. Es de largo curso, corre al N, en un profundo valle, para váciarse en la márjen S del rio Maule, en Colbun; tiene 100 kilómetros de largo, 2 450 km² de hoya hidrográfica i 90 m³ de caudal medio. 66, p. 24 i 242; 120, p. 53; 134; 155, p. 437; i 156.
Guaiquivilo (Rio) 36° 18' 70° 55'. Formado por los rios de Paraleo i de Troncoso, corre hacia el N con aguas enteramente claras, en un cajón en que brotan aguas termales sulfatadas, acreditadas en la curación de las enfermedades del estómago i después de un curso de unos 35 kilómetros, se junta con el rio de La Puente, para formar el Melado, del Maule. 120, p. 28 i 263; 134; i 156; i riachuelo en 155, p. 291; rio Guaiquivil en 66, p. 242 (Pissis, 1875); Guaiquivilu en 85, p. 103; i Guaiquinilo error tipográfico en 61, XXXIX, p. 253.

## Población, economía y ecología

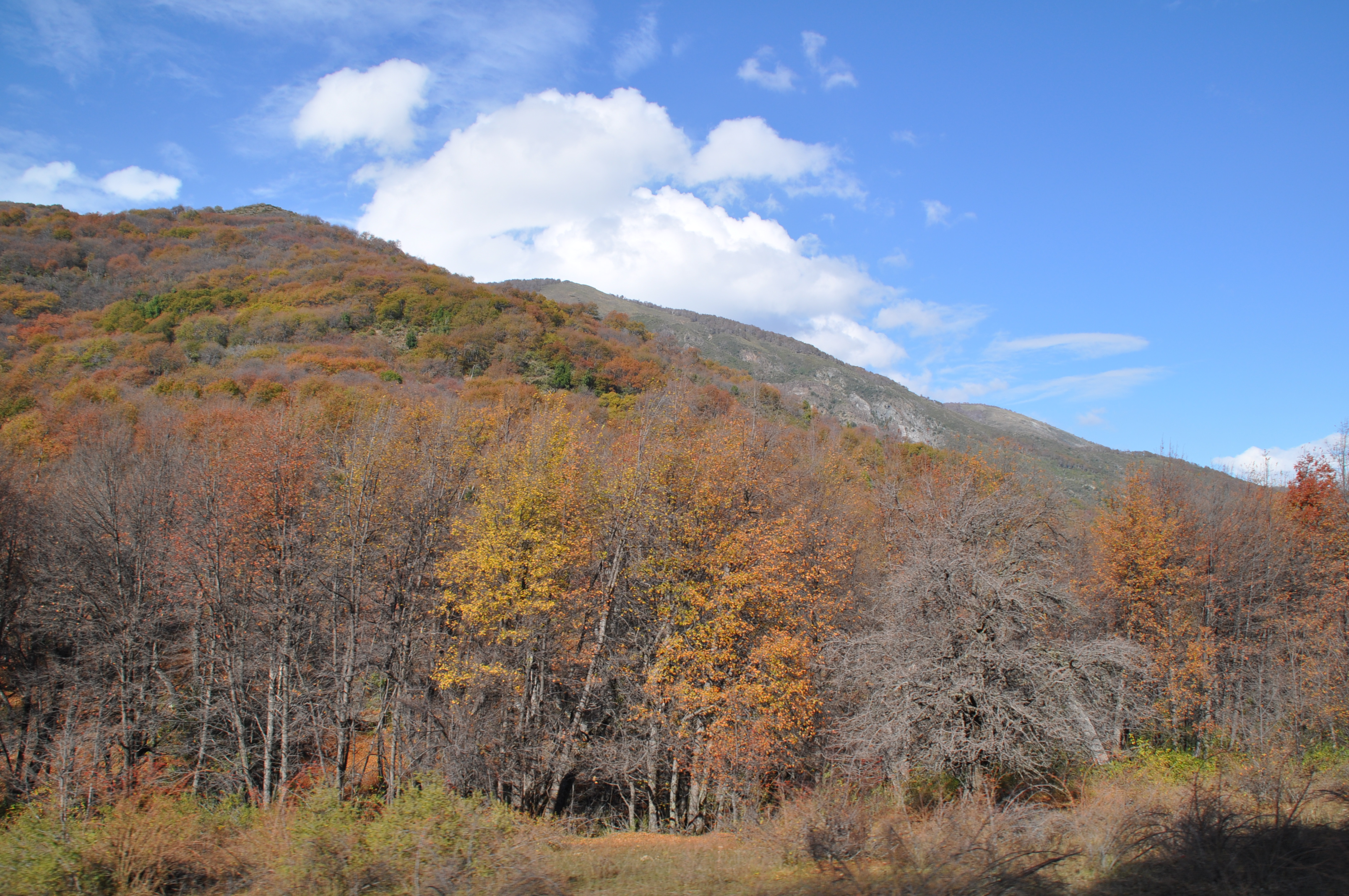
Mes de mayo en río Melado

Las aguas del río Melado son usadas para el riego de gran parte de la provincia de Linares desde Colbún hasta Longaví, por medio del Canal Melado construido en la primera mitad del siglo XX, constituyendo hoy una verdadera obra de arte de la ingeniería, pasando aguas de una cuenca hidrográfica a otra por medio del túnel de 4 kilómetros hasta el río Ancoa.
En la actualidad, el río Melado está represado para generar energía eléctrica en la Central hidroeléctrica Pehuenche.